# Zósimo
Zósimo (em grego:  Ζώσιμος) foi um historiador de língua grega e um advogado do fisco (advocatus fisci) na Prefeitura Pretoriana do Oriente, lotada na cidade de Constantinopla, entre os séculos V e VI.
As datas de seu nascimento e morte não são conhecidos, mas estima-se que nasceu aproximadamente em 460 e morreu entre os anos 518 e 520, tendo nascido e vivido em Constantinopla, onde também trabalhou. Após o término de sua atuação como advogado do fisco, recebeu o título de conde (comes), demonstrando que poderia ter alguma proximidade com o imperador.

## Vida
Que ele se encontrava ativo na época do imperador bizantino Anastácio I Dicoro (r. 491–518) se depreende por uma passagem da sua "História Nova" na qual ele cita o crisárgiro, imposto abolido por Anastácio em 498.
Sua obra ("História Nova"), escrita em grego, em seis "livros" (isto é, "rolos", cada cinco "livros" antigos correspondendo aproximadamente a um volume médio moderno), cobre o reinado do imperador romano Augusto (r. 27 a.C.–14 d.C.) até o ano de 410, e é uma das mais importantes fontes para o conhecimento dos eventos do século IV e do início do século V. Sua atitude freqüentemente pró-pagã e anticristã lhe dá um colorido especial, podendo ser utilizada como balizadora para as obras de historiadores cristãos da época.
Vários aspectos da "História Nova" foram combatidos e refutados tanto na "História Eclesiástica" de Evágrio Escolástico (final do século VI) quanto na "Biblioteca" do patriarca Fócio (século IX).
O texto da "História Nova" sobreviveu num único manuscrito, atualmente no Vaticano (Codex Vaticanus Graecus 156), dos séculos X a XII, provavelmente originário do mosteiro de São João de Estúdio, de Constantinopla. Mas mesmo esse único manuscrito sofreu danos: um caderno de oito folhas, entre o final do livro I e o início do livro II, desapareceu; uma folha também falta a partir do livro V, capítulo 22. O manuscrito encontra-se no Vaticano desde 1475.
O autor mostra-se, em sua narrativa, repetidamente anticristão; culpa as dificuldades pelas quais passa o Império Romano ao abandono dos antigos cultos. Não lhe falta em alguns casos senso crítico, mas ele também adere a muitas superstições, como a crença na astrologia e nos augúrios, e o seu uso das fontes é, muitas vezes, superficial.

## Obra
Sua obra inicia-se na época de Augusto, tratando de forma breve todo o período até Diocleciano (livro I, capítulos 1 a 36), tornando-se mais detalhada a partir daí. Não se trata de trabalho original, mas sim de compilação de outros autores; o sexto livro termina de modo abrupto, mostrando-se claramente inacabado; é provável também que Zósimo tencionasse levar sua história adiante, sendo talvez impedido pela sua morte.
Tanto quanto se pode depreender, as fontes utilizadas foram Dexipo de Atenas para o livro I, Eunápio de Sardes para os livros II até V, capítulo 27 e Olimpiodoro de Tebas a partir daí, tendo sido utilizadas, no geral, de forma bastante literal e pouco crítica. A história de Eunápio termina no ano 404; a obra de Olimpiodoro cobria o período de 407 a 425. O uso quase servil dessas duas fontes, em especial, se torna patente no final do livro V: o tratamento dado a Estilicão, o comandante-em-chefe do Império Romano do Ocidente, é hostil enquanto Zósimo segue Eunápio, mas muda para um tom de quase aprovação no capítulo 34, quando a fonte utilizada passa a ser Olimpiodoro.

## Citações
| “ | Li a ‘História’ do conde Zósimo, ex-advogado do fisco, em seis livros. Sendo um ímpio pagão, ele freqüentemente ataca os adeptos da verdadeira fé. Seu estilo é conciso, claro, puro, e não isento de charme. Ele inicia sua história a partir do tempo de Augusto, tratando de forma bastante breve todos os reinados seguintes até Diocleciano, quase que apenas mencionando sua ordem de sucessão. A partir de Diocleciano, contudo, sua narrativa é mais detalhada, cobrindo cinco livros. Assim, os primeiros cinco livros contêm a história dos Imperadores de Augusto até Diocleciano, e o sexto livro termina por ocasião do segundo cerco de Roma por Alarico, quando os cidadãos, exasperados por continuadas provações, e em acordo com o próprio Alarico, elevaram Átalo à dignidade imperial. Logo a seguir, contudo, Alarico o depôs, mandando uma embaixada a Honório em Ravena, com propostas de paz. Mas Saro, ele mesmo um godo e inimigo de Alarico, no comando de cerca de 300 homens, passou-se para o lado de Honório e, prometendo ajudá-lo contra Alarico, fez fracassarem as negociações. Nesse exato ponto termina o sexto livro. Deve-se dizer que Zósimo não escreveu sua história por si mesmo, copiando, ao invés, o trabalho de Eunápio, do qual ela difere apenas na sua brevidade, e no fato de ser menos severa para com Estilicão. Fora isso, os dois relatos são praticamente idênticos, especialmente nos ataques que lançam aos imperadores cristãos. Creio que ambos esses historiadores editaram novas versões de seus trabalhos. Não pude obter a edição original, mas o fato pode ser plausivelmente conjecturado a partir do título ‘nova’ que ostenta, o que me faz supor que, como Eunápio, Zósimo também publicou uma segunda versão de sua obra. Seu estilo, como já comentei, é mais claro e conciso do que o de Eunápio, e ele raramente emprega figuras de linguagem. | ” |

| “ | Zósimo, um seguidor da amaldiçoada e louca superstição dos gregos, em sua raiva contra Constantino I, por ele ter sido o primeiro imperador a adotar o cristianismo, abandonando a abominável superstição pagã, diz em sua obra ter sido ele o criador da taxa denominada chrysargyrium, a ser levantada a cada cinco anos. E também, de muitas outras maneiras, ataca aquele piedoso e magnificente monarca (...) Tu disseste, ó ser detestável e poluído, que o Império Romano se vem arruinando desde o surgimento do cristianismo – mas dizes isso ou porque és um ignorante, não tendo lido nenhuma das antigas narrativas históricas, ou porque és um traidor da verdade. Porque, ao contrário, é evidente que o poder de Roma vem apenas crescendo concomitantemente ao crescimento de nossa fé (...) Basta-nos analisar as circunstâncias pelas quais os imperadores pagãos e cristãos concluíram seus reinados (...) Pois desde a época em que Constantino assumiu o império, e dedicou a Cristo a cidade que agora toma o seu nome, veja bem, nenhum daqueles que aqui reinaram, à exceção do pagão Juliano, morreu assassinado por seus inimigos, internos ou externos, e nenhum deles foi, até ao presente, deposto, exceto aquele Basilisco que expulsou Zenão (sendo contudo depois derrotado e morto por ele, que retornou). Também foi o caso de Valente (nisso concordo contigo), mas ele infligiu uma série de maldades sobre os verdadeiros crentes – e tu mesmo não és capaz de citar mais nenhum outro exemplo. | ” |